# ایلیگاندی
ایلیگاندی (به اسپانیایی: Ailigandí) یک منطقهٔ مسکونی در پاناما است که در Kuna Yala واقع شده‌است.

## خصوصیات
ایلیگاندی ۱ ۸۴۲ نفر جمعیت دارد.